# Elymus farctus
Elymus farctus é uma espécie de planta com flor pertencente à família Poaceae. 
A autoridade científica da espécie é (Viv.) Runemark ex Melderis, tendo sido publicada em Botanical Journal of the Linnean Society 76(4): 382. 1978.

## Portugal
Trata-se de uma espécie presente no território português, nomeadamente os seguintes táxones infraespecíficos:
- Elymus farctus subsp. farctus - presente em Portugal Continental. Em termos de naturalidade é nativa da região atrás referida. Não se encontra protegida por legislação portuguesa ou da Comunidade Europeia.
- Elymus farctus subsp. boreo-atlanticus - presente em Portugal Continental e no Arquipélago da Madeira. Em termos de naturalidade é nativa das duas regiões atrás referidas. Não se encontra protegida por legislação portuguesa ou da Comunidade Europeia.